# Giovanni I di Cipro
Giovanni I di Cipro, noto anche come Giovanni II di Gerusalemme (1266 circa – 20 maggio 1285), fu re di Cipro e di Gerusalemme dal 1284 alla sua morte.

## Biografia

### Infanzia e ascesa

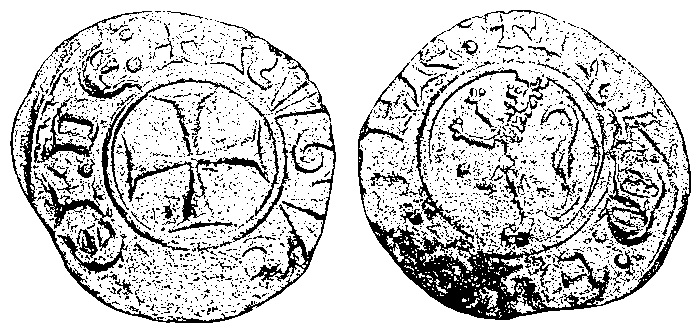
Denaro di Ugo III di Cipro che, al rovescio, presenta un leone. L'iscrizione afferma: HUGUE REI DE IRLM E D CHPR (Ugo, re di Gerusalemme e Cipro)

Secondo Les familles d'outre-mer, Giovanni era il figlio maschio primogenito del re di Cipro (Ugo III) e di Gerusalemme (Ugo I), Ugo di Poitiers e della moglie, Isabella d'Ibelin, che sempre secondo Les familles d'outre-mer, era figlia di Guido d'Ibelin, maresciallo e connestabile del Regno di Cipro, e della moglie, Filippa Barlais, figlia di Amalrico Barlais e della moglie, Agnese di Margat, figlia di Bertrando, signore di Margat.

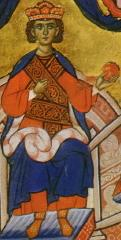
Enrico II di Cipro

Ugo III di Cipro era figlio di Enrico d'Antiochia, fratello del Principe d'Antiochia e Conte di Tripoli Boemondo V d'Antiochia, figlio del Principe d'Antiochia e Conte di Tripoli Boemondo IV d'Antiochia e della moglie, Plaisance di Gibelletto, come ci conferma il Recueil des historiens des croisades. Historiens occidentaux. Tome second e della moglie, Isabella di Lusignano, che, sia secondo Les familles d'outre-mer, che il Recueil des historiens des croisades. Historiens occidentaux. Tome second, era la figlia secondogenita del secondo re di Cipro della dinastia dei Lusignano, Ugo I e di Alice di Champagne, che, ancora secondo il Recueil des historiens des croisades. Historiens occidentaux. Tome second, era la figlia secondogenita della regina di Gerusalemme, Isabella di Gerusalemme e del suo terzo marito, il conte di Champagne, Enrico II, che, secondo la Chronica Albrici Monachi Trium Fontium, Enrico era il figlio maschio primogenito del Conte di Champagne (conte di Troyes e conte di Meaux) e di Brie, Enrico I il Liberale e di Maria di Francia, che, sia secondo il cronista e monaco benedettino inglese, Matteo di Parigi, che secondo la Chronica Albrici Monachi Trium Fontium, Maria era la figlia primogenita di Luigi VII, detto il Giovane, re di Francia, e della duchessa d'Aquitania e Guascogna e contessa di Poitiers, Eleonora d'Aquitania, che, ancora secondo la Chronica Albrici Monachi Trium Fontium, era la figlia primogenita del duca di Aquitania, duca di Guascogna e conte di Poitiers, Guglielmo X il Tolosano e della sua prima moglie, Aénor di Châtellerault († dopo il 1130), figlia del visconte Americo I di Châtellerault e della Maubergeon, che al momento della sua nascita era l'amante di suo nonno Guglielmo IX il Trovatore.
Poco dopo la sua nascita, nel 1267, a soli 14 anni e senza eredi, morì il re di Cipro, Ugo II, come ci viene confermato sia da Les familles d'outre-mer, che dalla Chroniques d'Amadi et de Strambaldi. T. 1, e dal Recueil des historiens des croisades. Historiens occidentaux. Tome second; suo padre Ugo, estintasi la linea diretta dei Lusignano, fu eletto re di Cipro (Ugo III), ed incoronato il 25 dicembre di quello stesso anno, che aggiunse al suo cognome quello dei Lusignano, dando inizio al ramo collaterale degli Antiochia.
Nel 1268, come ci viene confermato dalla Chroniques d'Amadi et de Strambaldi. T. 1, il re di Gerusalemme, Corradino di Svevia, fu fatto decapitare a Napoli da Carlo I d'Angiò, e suo padre, Ugo fu eletto re di Gerusalemme ed incoronato re Ugo I, nel 1269, il 24 settembre, a Tiro, come ci viene confermato anche dal Recueil des historiens des croisades. Historiens occidentaux. Tome second.
Nell'agosto del 1283, Giovanni coi suoi due fratelli Boemondo ed Enrico, accompagnò il padre, Ugo, prima a Beirut e poi, via mare, a Tiro, mentre la carovana che si spostò via terra fu attaccata dai saraceni, e subì alcune perdite.
Nel mese di marzo del 1284, suo padre, Ugo morì, e, secondo la Chroniques d'Amadi et de Strambaldi. T. 1, il corpo di suo padre, Ugo, assieme a quello di suo fratello secondogenito, Boemondo, fu trasferito a Nicosia, dove fu sepolto nella chiesa di Santa Sofia.
Giovanni succedette al padre, nei suoi titoli, e, in quello stesso mese di marzo, fu incoronato re di Cipro, come Giovanni I; secondo Les familles d'outre-mer, Giovanni non fu mai incoronato re di Gerusalemme.
La sovranità sul regno di Gerusalemme fu duramente contestata da Carlo I d'Angiò che la reclamava per sé, in quanto successore di Corradino.

### Morte
Il suo fu un regno breve e di scarsa importanza (la Histoire de l'île de Chypre sous le règne des princes de la maison de Lusignan. 3, nella pagina dedicata a Giovanni non presenta alcun documento): morì infatti, dopo circa un anno di regno, il 20 maggio 1285 e, secondo Les familles d'outre-mer, Giovanni venne sepolto a Nicosia nella chiesa di San Demetrio, o secondo altri, in quella dedicata a Santa Sofia; in entrambi i titoli, gli succedette il fratello terzogenito, Enrico, che fu incoronato re di Cipro come Enrico II. 

Ancora secondo Les familles d'outre-mer, è molto probabile che Giovanni fu avvelenato in una congiura guidata proprio dal suo successore Enrico e dagli altri fratelli.

## Discendenza
Giovanni non si sposò e di lui non si conosce alcuna discendenza.

## Ascendenza
|                       |                    |                              | Genitori                 |  |  | Nonni |  |  | Bisnonni                |  |  | Trisnonni                |  |
|                       |                    |                              |                          |  |  |       |  |  | Boemondo IV d'Antiochia |  |  | Boemondo III d'Antiochia |  |
|                       |                    |                              |                          |  |  |       |  |  | Boemondo IV d'Antiochia |  |  | Boemondo III d'Antiochia |  |
|                       |                    | Orgueilleuse d'Harenc        |                          |  |  |       |  |  | Boemondo IV d'Antiochia |  |  |                          |  |
| Enrico d'Antiochia    |                    |                              |                          |  |  |       |  |  | Boemondo IV d'Antiochia |  |  |                          |  |
|                       |                    | Piacenza Embriaco de Gibelet | Ugo III Embriaco         |  |  |       |  |  |                         |  |  |                          |  |
|                       |                    | Piacenza Embriaco de Gibelet | Ugo III Embriaco         |  |  |       |  |  |                         |  |  |                          |  |
|                       |                    | Piacenza Embriaco de Gibelet | Stefania di Milly        |  |  |       |  |  |                         |  |  |                          |  |
| Ugo III di Cipro      |                    | Piacenza Embriaco de Gibelet |                          |  |  |       |  |  |                         |  |  |                          |  |
|                       |                    | Ugo I di Cipro               | Amalrico II di Lusignano |  |  |       |  |  |                         |  |  |                          |  |
|                       |                    | Ugo I di Cipro               | Amalrico II di Lusignano |  |  |       |  |  |                         |  |  |                          |  |
|                       |                    | Ugo I di Cipro               | Eschiva di Ibelin        |  |  |       |  |  |                         |  |  |                          |  |
| Isabella di Lusignano |                    | Ugo I di Cipro               |                          |  |  |       |  |  |                         |  |  |                          |  |
|                       |                    | Alice di Champagne           | Enrico II di Champagne   |  |  |       |  |  |                         |  |  |                          |  |
|                       |                    | Alice di Champagne           | Enrico II di Champagne   |  |  |       |  |  |                         |  |  |                          |  |
|                       |                    | Alice di Champagne           | Isabella di Gerusalemme  |  |  |       |  |  |                         |  |  |                          |  |
| Giovanni I di Cipro   |                    | Alice di Champagne           |                          |  |  |       |  |  |                         |  |  |                          |  |
|                       | Giovanni di Ibelin | Baliano di Ibelin            |                          |  |  |       |  |  |                         |  |  |                          |  |
|                       | Giovanni di Ibelin | Baliano di Ibelin            |                          |  |  |       |  |  |                         |  |  |                          |  |
|                       | Giovanni di Ibelin | Maria Comnena                |                          |  |  |       |  |  |                         |  |  |                          |  |
| Guido d'Ibelin        | Giovanni di Ibelin |                              |                          |  |  |       |  |  |                         |  |  |                          |  |
|                       |                    | Melisenda d'Arsur            | Guido d'Arsur            |  |  |       |  |  |                         |  |  |                          |  |
|                       |                    | Melisenda d'Arsur            | Guido d'Arsur            |  |  |       |  |  |                         |  |  |                          |  |
|                       |                    | Melisenda d'Arsur            | …                        |  |  |       |  |  |                         |  |  |                          |  |
| Isabella d'Ibelin     |                    | Melisenda d'Arsur            |                          |  |  |       |  |  |                         |  |  |                          |  |
|                       |                    | Amalrico Barlais             | …                        |  |  |       |  |  |                         |  |  |                          |  |
|                       |                    | Amalrico Barlais             | …                        |  |  |       |  |  |                         |  |  |                          |  |
|                       |                    | Amalrico Barlais             | …                        |  |  |       |  |  |                         |  |  |                          |  |
| Filippa Barlais       |                    | Amalrico Barlais             |                          |  |  |       |  |  |                         |  |  |                          |  |
|                       |                    | Agnese di Margat             | Bertrando di Margat      |  |  |       |  |  |                         |  |  |                          |  |
|                       |                    | Agnese di Margat             | Bertrando di Margat      |  |  |       |  |  |                         |  |  |                          |  |
|                       |                    | Agnese di Margat             | Bermonda Brisebarre      |  |  |       |  |  |                         |  |  |                          |  |
|                       |                    | Agnese di Margat             |                          |  |  |       |  |  |                         |  |  |                          |  |

### Fonti primarie
- (LA)  Monumenta Germaniae Historica, Scriptores, tomus XXIII.
- (LA)  Histoire de l'île de Chypre sous le règne des princes de la maison de Lusignan, volume 3.
- (LA)  Matthæi Parisiensis, monachi Sancti Albani, Chronica majora, vol II.
- (FR)  Recueil des historiens des croisades. Historiens occidentaux. Tome second.
- (IT)  Chroniques d'Amadi et de Strambaldi. T. 1.

### Letteratura storiografica
- (FR)  Les familles d'outre-mer.
- (EN) Ulwencreutz's The Royal Families in Europe V